# Claudinei Quirino da Silva
Claudinei Quirino da Silva (Brasil, 19 de noviembre de 1970) es un atleta brasileño, especialista en las pruebas de 200 m y 4 x 100 m, en la que ha conseguido ser subcampeón mundial en 1999 y subcampeón olímpico en 2000.

## Carrera deportiva
En el Mundial de Sevilla 1999 ganó la medalla de plata en los 200 m, con un tiempo de 20.00 segundos, tras el estadounidense Maurice Greene (oro con 19.90 m) y por delante del nigeriano Francis Obikwelu.
Al año siguiente en las Olimpiadas de Sídney 2000 ganó también la plata en los relevos 4 x 100 m, tras Estados Unidos y por delante de Cuba.